# 康拉德·克里斯滕森
康拉德·克里斯滕森（挪威語：Conrad Christensen，1882年1月25日—1950年12月30日），挪威男子竞技体操运动员。他曾代表挪威获得1912年夏季奥运会体操比赛男子团体瑞典式铜牌。他于1950年在奥斯陆去世。